# Ryan Smith
Pas d'image ? Cliquez ici

a Compétitions nationales et continentales officielles uniquement.

b Matchs officiels uniquement.
Ryan J. Smith, né le 13 septembre 1979 à Kitchener (Province de l'Ontario, Canada), est un ancien joueur international canadien de rugby à XV évoluant au poste de centre (1,91 m pour 93 kg). Après la Coupe du monde 2011, il annonce sa retraite sportive. 

## Carrière

### En club
- Brampton RFC
- 2005 : Southland Rugby
- 2005-2008 : US Montauban
- 2008-2011 : Dewsbury Rams

### En équipe nationale
Il a obtenu sa première cape internationale le 14 juin 2003 à l'occasion d'un match contre les England Saxons à Vancouver, et sa dernière cape le 2 octobre 2011 contre l'équipe de Nouvelle-Zélande à Wellington.

## Palmarès
- Vainqueur de la Pro D2 en 2006

## Statistiques en équipe nationale
- 51 sélections (38 fois titulaire, 13 fois remplaçant)
- 45 points (9 essais)
- 1 fois capitaine le 7 juin 2006
- Sélections par année : 9 en 2003, 7 en 2004, 8 en 2005, 5 en 2006, 6 en 2007, 5 en 2008, 4 en 2009, 1 en 2010, 6 en 2011

En Coupe du monde :
- 2003 : 3 sélections (pays de Galles, Nouvelle-Zélande, Tonga)
- 2007 : 3 sélections (pays de Galles, Fidji, Japon)
- 2011 : 4 sélections (Tonga, France, Japon, Nouvelle-Zélande)